# 中華台北男子籃球代表隊參賽名單與比賽結果
以下列出中華台北男子籃球代表隊歷年參賽名單與比賽結果。

## 中華台北時期

### 2020年代
2021年亞洲盃資格賽
第一階段
- 教練團：帕克、顏行書、陳國維、范耿祥、楊哲宜[1]
- 12人名單：
  - 2020年2月21日：黃鎮、周柏臣、陳盈駿、胡瓏貿、黃聰翰、呂政儒、蔣淯安、陳冠全、曾祥鈞、黃泓瀚、周儀翔、李啟瑋[2]
  - 2020年2月24日：煥亞、周柏臣、陳盈駿、胡瓏貿、黃聰翰、呂政儒、蔣淯安、陳冠全、謝宗融、周儀翔、蘇奕晉、李啟瑋[3]

| 2020年2月21日 第一階段 | （主）中華臺北                                          | 152–48                              | 马来西亚                                                 | 臺北                                                                                     |  |
| 19:00（GMT+8）         | 每節分數： 27–18、37–14、44–8、44–8                     | 每節分數： 27–18、37–14、44–8、44–8 | 每節分數： 27–18、37–14、44–8、44–8                      |                                                                                          |  |
|                        | 得分： 黃鎮 22 籃板： 曾祥鈞 14 助攻： 蔣淯安、黃泓瀚 7 | 賽後數據 （RealGM、Eurobasket）     | 得分： 黄荣淦 16 籃板： 程钟信、陈利伟 4 助攻： 黄荣淦 3 | 場館：臺北和平籃球館 裁判：Scott Beker（澳洲）、Budi Marfan（印尼）、Shin Gi-Rok（南韓） |  |

| 2020年2月24日 第一階段 | （主）中華臺北                                   | 57–96                                | 日本                                                              | 臺北                                                                                     |  |
| 19:00（GMT+8）         | 每節分數： 12–24、17–14、6–24、22–34             | 每節分數： 12–24、17–14、6–24、22–34 | 每節分數： 12–24、17–14、6–24、22–34                              |                                                                                          |  |
|                        | 得分： 陳盈駿 13 籃板： 陳盈駿 5 助攻： 陳盈駿 3 | 賽後數據                             | 得分： Rossiter、金丸晃輔 17 籃板： Rossiter 19 助攻： Rossiter 7 | 場館：臺北和平籃球館 裁判：Scott Beker（澳洲）、Budi Marfan（印尼）、Shin Gi-Rok（南韓） |  |

第三階段（克拉克）
- 教練團：帕克、鄭志龍、楊哲宜、許皓程[4]
- 選手：阿巴西（歸化球員）、吳家駿、李漢昇、谷毛唯嘉、譚傑龍、吳曉謹、謝亞軒、林任鴻、陳昱瑞、藍少甫、蘇士軒、盧峻翔

| 2021年6月17日 第三階段 | （主）中華臺北                                     | 66–115                                | 中國                                                        |                                                                                              |  |
| 18:00（GMT+8）         | 每節分數： 16–37、16–30、15–24、19–24              | 每節分數： 16–37、16–30、15–24、19–24 | 每節分數： 16–37、16–30、15–24、19–24                       |                                                                                              |  |
|                        | 得分： 謝亞軒 25 籃板： 蘇士軒 6 助攻： 谷毛唯嘉 6 | 賽後數據                              | 得分： 吳前、刘传兴、陸文博 16 籃板： 张镇麟 11 助攻： 徐 8 | 場館：AUF Gymnasium 裁判：Harja Jaladri（印尼）、Ricor Buaron（菲律賓）、Budi Marfan（印尼） |  |

| 2021年6月18日 第三階段 | （客）中華臺北                                                     | 61–98                                 | 日本                                                                | |  |
| 14:30（GMT+8）         | 每節分數： 16–25、22–27、10–28、13–18                              | 每節分數： 16–25、22–27、10–28、13–18 | 每節分數： 16–25、22–27、10–28、13–18                               | |  |
|                        | 得分： 谷毛唯嘉 11 籃板： 陳昱瑞、蘇士軒 4 助攻： 譚傑龍、謝亞軒 3 | 賽後數據                              | 得分： Edwards 21 籃板： 謝亞佛幸樹 10 助攻： 凡卓曼禮生、Edwards 6 | 場館：AUF Gymnasium 裁判：Ferdinand Pascual（菲律賓）、Budi Marfan（印尼）、Joenard Garcia（菲律賓） |  |

| 2021年6月20日 第三階段 | （客）中華臺北                                   | 73–91                                 | 中國                                            |                                                                                                   |  |
| 18:30（GMT+8）         | 每節分數： 16–28、23–21、14–27、20–15            | 每節分數： 16–28、23–21、14–27、20–15 | 每節分數： 16–28、23–21、14–27、20–15           |                                                                                                   |  |
|                        | 得分： 吳家駿 13 籃板： 蘇士軒 9 助攻： 李漢昇 4 | 賽後數據                              | 得分： 周鹏 21 籃板： 沈梓捷 14 助攻： 赵继伟 6 | 場館：AUF Gymnasium 裁判：Ferdinand Pascual（菲律賓）、Budi Marfan（印尼）、Harja Jaladri（印尼） |  |

|                                                                                   | （客）中華臺北 | vs.      | 马来西亚 |  |
|                                                                                   |                |          |          |  |
|                                                                                   |                | 賽後數據 |          |  |
| 註：马来西亚未參加2021年6月於菲律賓舉行的第三（階段）窗口期賽事，相關賽事被取消。 |                |          |          |  |

第二輪（關島）
- 教練團：帕克、楊哲宜、許皓程[12]
- 選手：林庭謙、吳永盛、周柏臣、陳盈駿、胡瓏貿、黃聰翰、謝宗融、林韋翰、蘇士軒、黃泓瀚、李德威、李啟瑋[13][14]

| 2021年8月26日 第二輪 | 中華臺北                                         | 72–77                                | 關島                                                           | |  |
| 19:00（GMT+10）      | 每節分數： 25–16、20–22、9–19、18–20             | 每節分數： 25–16、20–22、9–19、18–20 | 每節分數： 25–16、20–22、9–19、18–20                           | |  |
|                      | 得分： 陳盈駿 24 籃板： 李德威 5 助攻： 陳盈駿 3 | 賽後數據                             | 得分： Wesley 23 籃板： Galloway 16 助攻： Hechanova、Wesley 3 | 場館：Calvo Field House 進場人次：125 裁判：Ricor Buaron（菲律賓）、李景煥（南韓）、漆間大吾（日本） |  |

| 2021年8月28日 第二輪 | 中華臺北                                         | 85–77                                 | 關島                                                            |                                                                                                 |  |
| 14:00（GMT+10）      | 每節分數： 16–23、26–15、27–25、16–14            | 每節分數： 16–23、26–15、27–25、16–14 | 每節分數： 16–23、26–15、27–25、16–14                           |                                                                                                 |  |
|                      | 得分： 林庭謙 26 籃板： 胡瓏貿 5 助攻： 陳盈駿 7 | 賽後數據                              | 得分： Johnson 18 籃板： Galloway 14 助攻： Hechanova、Wesley 3 | 場館：Calvo Field House 裁判：Ricor Buaron（菲律賓）、Park Kyoung-Jin（南韓）、漆間大吾（日本） |  |

2023年世界盃亞洲區資格賽
第二階段（沖繩）
- 教練團：帕克、楊哲宜、吳俊雄、廖覎鋕[15][16]
- 12人名單：
  - 2022年2月25日：林秉聖、白曜誠、江均、魏嘉豪、王律翔、周桂羽、林正、周儀翔、韓諭、阿提諾（歸化球員）、范士恩、吳曉謹[17]
  - 2022年2月26日：林秉聖、白曜誠、江均、魏嘉豪、林子洧、周桂羽、林信寬、林正、周儀翔、韓諭、阿提諾（歸化球員）、吳曉謹[18]
  - 2022年2月27日：林秉聖、白曜誠、魏嘉豪、王律翔、林子洧、周桂羽、林信寬、林正、韓諭、阿提諾（歸化球員）、范士恩、吳曉謹[19]

| 2022年2月25日 第二階段 | （客）中華臺北                                   | 61–98                                |                                                           | |  |
| 15:05（GMT+9）         | 每節分數： 11–28、11–20、30–22、9–28             | 每節分數： 11–28、11–20、30–22、9–28 | 每節分數： 11–28、11–20、30–22、9–28                      | |  |
|                        | 得分： 阿提諾 14 籃板： 阿提諾 8 助攻： 周桂羽 4 | 賽後數據                             | 得分： Kay 14 籃板： Kay、Moller 7 助攻： Kay、Mudronja 5 | 場館：沖繩體育館 進場人次：104 裁判：Harja Jaladri（印尼）、Glenn Cornelio（菲律賓）、Park Kyoung-Jin（南韓） |  |

| 2022年2月26日 第二階段 | （主）中華臺北                                    | 71–76                                 | 日本                                                        | |  |
| 12:05（GMT+9）         | 每節分數： 21–15、18–18、14–16、18–27             | 每節分數： 21–15、18–18、14–16、18–27 | 每節分數： 21–15、18–18、14–16、18–27                       | |  |
|                        | 得分： 周桂羽 21 籃板： 阿提諾 18 助攻： 阿提諾 5 | 賽後數據                              | 得分： 西田優大 27 籃板： Evans 12 助攻： 富樫勇樹、Evans 4 | 場館：沖繩體育館 進場人次：898 裁判：Harja Jaladri（印尼）、Park Kyoung-Jin（南韓）、李景煥（南韓） |  |

| 2022年2月28日 第二階段 | （主）中華臺北                                    | 71–90                                 |                                           | |  |
| 15:30（GMT+9）         | 每節分數： 25–29、21–27、10–17、15–17             | 每節分數： 25–29、21–27、10–17、15–17 | 每節分數： 25–29、21–27、10–17、15–17     | |  |
|                        | 得分： 阿提諾 20 籃板： 阿提諾 13 助攻： 白曜誠 6 | 賽後數據                              | 得分： Kay 14 籃板： Kay 11 助攻： Kay 10 | 場館：沖繩體育館 進場人次：86 裁判：李景煥（南韓）、Glenn Cornelio（菲律賓）、Park Kyoung-Jin（南韓） |  |

第三階段（墨爾本）
- 教練團：周俊三、鄭志龍、吳俊雄、廖覎鋕[15]
- 12人名單：
  - 2022年7月1日：林秉聖、陳又瑋、游艾喆、唐維傑、王子綱、張鎮衙、吳怡斌、孫思堯、林正、盧峻翔、陳兆豪、周暐宸[22]
    - 註：王子綱與林正在賽前確診COVID-19，因出賽名單須在比賽前一天提交，所以兩位選手仍在出賽名單當中[23]。

  - 2022年7月3日：林彥廷、林秉聖、陳又瑋、游艾喆、唐維傑、張鎮衙、吳怡斌、孫思堯、盧峻翔、陳兆豪、周暐宸[24]
  - 2022年7月4日：林彥廷、林秉聖、陳又瑋、游艾喆、唐維傑、張鎮衙、吳怡斌、孫思堯、盧峻翔、陳兆豪、周暐宸[25]

| 2022年7月1日 第三階段 | （客）中華臺北                                                   | 58–94                                 | 中國                                             | |  |
| 17:10（GMT+10）       | 每節分數： 17–26、21–16、10–30、10–22                            | 每節分數： 17–26、21–16、10–30、10–22 | 每節分數： 17–26、21–16、10–30、10–22            | |  |
|                       | 得分： 林秉聖 15 籃板： 張鎮衙 5 助攻： 林秉聖、陳又瑋、孫思堯 2 | 賽後數據                              | 得分： 胡明轩 26 籃板： 王哲林 9 助攻： 赵继伟 9 | 場館：約翰·凱因體育館 進場人次：2,038 裁判：Dallas Pickering（紐西蘭）、梁俊荣（新加坡）、Budi Marfan（印尼） |  |

| 2022年7月3日 第三階段 | （客）中華臺北                                    | 49–89                                | 日本                                                    | |  |
| 16:10（GMT+10）       | 每節分數： 14–25、13–17、9–18、13–29              | 每節分數： 14–25、13–17、9–18、13–29 | 每節分數： 14–25、13–17、9–18、13–29                    | |  |
|                       | 得分： 唐維傑 15 籃板： 唐維傑 10 助攻： 游艾喆 3 | 賽後數據                             | 得分： 富永啓生 17 籃板： 提布斯·海 9 助攻： 河村勇輝 8 | 場館：約翰·凱因體育館 進場人次：4,650 裁判：Dallas Pickering（紐西蘭）、Budi Marfan（印尼）、Joenard Garcia（菲律賓） |  |

| 2022年7月4日 第三階段 | （主）中華臺北                                   | 56–97                                 | 中國                                                  | |  |
| 18:40（GMT+10）       | 每節分數： 14–34、12–21、16–19、14–23            | 每節分數： 14–34、12–21、16–19、14–23 | 每節分數： 14–34、12–21、16–19、14–23                 | |  |
|                       | 得分： 游艾喆 11 籃板： 孫思堯 5 助攻： 陳兆豪 4 | 賽後數據                              | 得分： 王哲林、周琦 16 籃板： 周琦 10 助攻： 孙铭徽 7 | 場館：約翰·凱因體育館 進場人次：1,306 裁判：Dallas Pickering（紐西蘭）、Park Kyoung-Jin（南韓）、梁俊荣（新加坡） |  |

2022年亞洲盃（雅加達）第10名
- 教練團：帕克、楊哲宜、桑茂森、陳國維、許皓程[26][27][28]
- 選手：林庭謙、林俊吉、劉錚、李愷諺、陳盈駿、黃聰翰、陳冠全、蘇士軒、周伯勳、簡祐哲、黃泓瀚、阿提諾（歸化球員）

| 2022年7月12日 預賽 | 中華臺北                                       | 102–84                                | 巴林                                               | |  |
| 11:00（GMT+7）     | 每節分數： 22–15、23–18、32–20、25–31          | 每節分數： 22–15、23–18、32–20、25–31 | 每節分數： 22–15、23–18、32–20、25–31              | |  |
|                    | 得分： 劉錚 29 籃板： 阿提諾 9 助攻： 陳盈駿 6 | 賽後數據                              | 得分： Chism 24 籃板： Chism 18 助攻： Al-Derazi 7 | 場館：史納延紀念體育館 進場人次：2,000 裁判：Harja Jaladri（印尼）、Mohammad Doost（伊朗）、Budi Marfan（印尼） |  |

| 2022年7月14日 預賽 | 中華臺北                                         | 73–87                                 |                                                           | |  |
| 15:00（GMT+7）     | 每節分數： 20–22、15–29、21–22、17–14            | 每節分數： 20–22、15–29、21–22、17–14 | 每節分數： 20–22、15–29、21–22、17–14                     | |  |
|                    | 得分： 阿提諾 18 籃板： 阿提諾 7 助攻： 陳盈駿 7 | 賽後數據                              | 得分： 羅健兒 19 籃板： 羅健兒 12 助攻： 崔俊勇、李大成 5 | 場館：史納延紀念體育館 進場人次：843 裁判：加藤譽樹（日本）、Yevgeniy Mikheyev（哈薩克）、Wissam Zein（敘利亞） |  |

| 2022年7月16日 預賽 | 中華臺北                                                  | 80–95                                 | 中國                                             | |  |
| 20:00（GMT+7）     | 每節分數： 19–28、24–26、22–20、15–21                     | 每節分數： 19–28、24–26、22–20、15–21 | 每節分數： 19–28、24–26、22–20、15–21            | |  |
|                    | 得分： 林庭謙 30 籃板： 阿提諾 12 助攻： 林庭謙、陳盈駿 5 | 賽後數據（PDF）                       | 得分： 王哲林 17 籃板： 翟晓川 9 助攻： 孙铭徽 7 | 場館：史納延紀念體育館 進場人次：1,300 裁判：Rabah Noujaim（黎巴嫩）、Ahmed Al-Shuwaili（伊拉克）、Wissam Zein（敘利亞） |  |

| 2022年7月18日 淘汰圈附加賽 | 中華臺北                                         | 96–97                                 | 约旦                                                    | |  |
| 20:00（GMT+7）             | 每節分數： 25–23、24–19、20–26、27–29            | 每節分數： 25–23、24–19、20–26、27–29 | 每節分數： 25–23、24–19、20–26、27–29                   | |  |
|                            | 得分： 陳盈駿 20 籃板： 阿提諾 8 助攻： 陳盈駿 5 | 賽後數據                              | 得分： Tucker 36 籃板： Al-Dwairi 15 助攻： Al-Dwairi 6 | 場館：史納延紀念體育館 進場人次：300 裁判：Park Kyoung-Jin（南韓）、Ahmed Al-Bulushi（阿曼）、James Boyer（澳洲） |  |

2024年奧運資格賽亞洲區預選賽（大馬士革）
- 教練團：李逸驊（總教練）、莫米爾（教練）、蔡琪揚（教練）、穆建宏（體能教練）、范翔宇（防護員）、戴嘉良（情蒐員）、施智傑（翻譯）[29]
- 選手：曹薰襄、譚傑龍、施晉堯、溫立煌、盧冠軒、林秉聖、劉人豪、谷毛唯嘉、簡偉儒、吳怡斌、魏嘉豪、張家禾[30][29]

| 2023年8月12日            | 中華臺北 | vs.      | 巴林 |                         |  |
| （GMT+3）                |          |          |      |                         |  |
|                          |          | 賽後數據 |      | 場館：Al-Fayhaa Stadium |  |
| 註：因為安全因素不參加。 |          |          |      |                         |  |

| 2023年8月13日            | 中華臺北 | vs.      | 印度 |                         |  |
| （GMT+3）                |          |          |      |                         |  |
|                          |          | 賽後數據 |      | 場館：Al-Fayhaa Stadium |  |
| 註：因為安全因素不參加。 |          |          |      |                         |  |

| 2023年8月15日            | 中華臺北 | vs.      |  |                         |  |
| （GMT+3）                |          |          |  |                         |  |
|                          |          | 賽後數據 |  | 場館：Al-Fayhaa Stadium |  |
| 註：因為安全因素不參加。 |          |          |  |                         |  |

2022年亞洲運動會（杭州）第4名
- 教練團：桑茂森、楊哲宜、陳國維、黃冠為[31]
- 選手：李啟瑋、曾文鼎、吳永盛、劉錚、林庭謙、阿巴西、謝亞軒、阿提諾（歸化球員）、李德威、曾祥鈞、周伯勳、盧峻翔[32]

| 2023年9月26日 預賽 | 中華臺北                                        | 81–62                                 | 香港                                                     | |  |
| 20:00（GMT+8）     | 每節分數： 24–10、20–17、19–18、18–17           | 每節分數： 24–10、20–17、19–18、18–17 | 每節分數： 24–10、20–17、19–18、18–17                    | |  |
|                    | 得分： 劉錚 18 籃板： 阿提諾 10 助攻： 林庭謙 7 | 賽後數據                              | 得分： 惠龍兒 16 籃板： 惠龍兒 8 助攻： 梁兆華、蔡再懃 3 | 場館：浙江大学体育馆 裁判：Issam Al-Siyabi（阿曼）、Bandar Al-Suwaidi（卡達）、Cheon Kam-Jae（南韓） |  |

| 2023年9月28日 預賽 | 中華臺北                                          | 69–89                                 | 中國                                              | |  |
| 20:00（GMT+8）     | 每節分數： 12–23、15–19、26–28、16–19             | 每節分數： 12–23、15–19、26–28、16–19 | 每節分數： 12–23、15–19、26–28、16–19             | |  |
|                    | 得分： 阿提諾 21 籃板： 阿提諾 11 助攻： 林庭謙 7 | 賽後數據                              | 得分： 赵继伟 19 籃板： 张镇麟 11 助攻： 赵继伟 7 | 場館：杭州奥体中心体育场 裁判：Wissam Zein（敘利亞）、Issam Al-Siyabi（阿曼）、Anan Daraghma（巴勒斯坦） |  |

| 2023年9月30日 預賽 | 中華臺北                                               | 78–75                                 | 蒙古国                                                           |                                                                                                   |  |
| 20:00（GMT+8）     | 每節分數： 22–19、21–25、19–20、16–11                  | 每節分數： 22–19、21–25、19–20、16–11 | 每節分數： 22–19、21–25、19–20、16–11                            |                                                                                                   |  |
|                    | 得分： 阿提諾 27 籃板： 劉錚、阿提諾 8 助攻： 曾文鼎 6 | 賽後數據                              | 得分： Amarbayasgalan 16 籃板： Davaadorj 9 助攻： Gantsolmon 11 | 場館：浙江大学体育馆 裁判：Mohamed Alsalam（巴林）、Kim Bo-Hui（南韓）、Bandar Al-Suwaidi（卡達） |  |

| 2023年10月2日 淘汰圈附加賽 | 中華臺北                                          | 83–62                                 |                                                  | |  |
| 12:00（GMT+8）             | 每節分數： 20–11、24–15、22–18、17–18             | 每節分數： 20–11、24–15、22–18、17–18 | 每節分數： 20–11、24–15、22–18、17–18            | |  |
|                            | 得分： 林庭謙 19 籃板： 阿提諾 11 助攻： 林庭謙 8 | 賽後數據                              | 得分： Pan 23 籃板： Pan 7 助攻： Murzagaliyev 7 | 場館：杭州奥体中心体育场 裁判：Paul Skayem（黎巴嫩）、Cheon Kam-Jae（南韓）、Bandar Al-Suwaidi（卡達） |  |

| 2023年10月3日 半準決賽 | 中華臺北                                                | 85–66                                 | 日本                                                             |                                                                                               |  |
| 20:00（GMT+8）         | 每節分數： 28–12、15–13、23–18、19–23                   | 每節分數： 28–12、15–13、23–18、19–23 | 每節分數： 28–12、15–13、23–18、19–23                            |                                                                                               |  |
|                        | 得分： 林庭謙 28 籃板： 劉錚、阿提諾 10 助攻： 林庭謙 8 | 賽後數據                              | 得分： 今村佳太 15 籃板： 今村佳太 5 助攻： 赤穂雷太、川島悠翔 3 | 場館：浙江大学体育馆 裁判：Wissam Zein（敘利亞）、Kim Bo-Hui（南韓）、Mohamed Alsalam（巴林） |  |

| 2023年10月4日 準決賽 | 中華臺北                                                        | 71–90                                 | 约旦                                                           | |  |
| 16:00（GMT+8）       | 每節分數： 16–19、19–26、12–24、24–21                           | 每節分數： 16–19、19–26、12–24、24–21 | 每節分數： 16–19、19–26、12–24、24–21                          | |  |
|                      | 得分： 林庭謙 12 籃板： 阿提諾 11 助攻： 林庭謙、劉錚、李德威 4 | 賽後數據                              | 得分： Hollis-Jefferson 20 籃板： Bohannon 15 助攻： Mustafa 6 | 場館：杭州奥体中心体育场 裁判：Harja Jaladri（印尼）、Preeda Muongmee（泰國）、Issam Al-Siyabi（阿曼） |  |

| 2023年10月6日 銅牌戰 | 中華臺北                                          | 73–101                                | 中國                                             | |  |
| 16:00（GMT+8）       | 每節分數： 29–21、20–25、10–34、14–21             | 每節分數： 29–21、20–25、10–34、14–21 | 每節分數： 29–21、20–25、10–34、14–21            | |  |
|                      | 得分： 林庭謙 20 籃板： 阿提諾 13 助攻： 阿巴西 5 | 賽後數據                              | 得分： 崔永熙 20 籃板： 胡金秋 6 助攻： 赵继伟 8 | 場館：杭州奥体中心体育场 裁判：Alexey Stepanenko（哈薩克）、Issam Al-Siyabi（阿曼）、Cheon Kam-Jae（南韓） |  |

2025年亞洲盃資格賽
第一階段
- 教練團：桑茂森（總教練）、陳國維（助理教練）、廖覎鋕（助理教練）、圖奇（技術顧問）、桑一慶（情蒐、翻譯）[33][34]
- 12人名單：
  - 2024年2月22日：陳侑昫、劉錚、高錦瑋、游艾喆、謝亞軒、林俊吉、張家禾、譚傑龍、謝宗融、林信寬、林正、王皓吉[35]
  - 2024年2月25日：林秉聖、陳侑昫、劉錚、高錦瑋、游艾喆、謝亞軒、林俊吉、張家禾、謝宗融、林信寬、林正、王皓吉[36]

| 2024年2月22日 第一階段 | （主）中華臺北                                         | 69–89                                | 新西兰                                                        | 臺北 |  |
| 19:00（GMT+8）         | 每節分數： 20–26、28–23、13–17、8–23                   | 每節分數： 20–26、28–23、13–17、8–23 | 每節分數： 20–26、28–23、13–17、8–23                          | |  |
|                        | 得分： 劉錚 20 籃板： 王皓吉 4 助攻： 游艾喆、謝亞軒 3 | 賽後數據（PDF）                      | 得分： Rusbatch 26 籃板： Timmins 9 助攻： Ngatai、Prewster 5 | 場館：臺北和平籃球館 進場人次：1,949 裁判：漆間大吾（日本）、Christopher Reid（澳洲）、Suebpong Wichaiphin（泰國） |  |

| 2024年2月25日 第一階段 | （客）中華臺北                               | 53–106                                | 菲律賓                                                  | 帕西格 |  |
| 19:30（GMT+8）         | 每節分數： 13–26、14–26、14–30、12–24        | 每節分數： 13–26、14–26、14–30、12–24 | 每節分數： 13–26、14–26、14–30、12–24                   | |  |
|                        | 得分： 劉錚 13 籃板： 林正 5 助攻： 林俊吉 5 | 賽後數據（PDF）                       | 得分： Brownlee 26 籃板： Brownlee 13 助攻： Thompson 9 | 場館：PhilSports Arena 進場人次：7,812 裁判：Nattapong Jontapa（泰國）、Christopher Reid（澳洲）、Suebpong Wichaiphin（泰國） |  |

第二階段
- 教練團：圖奇（總教練）、陳國維（助理教練）、楊宜峰（助理教練）、吳政（助理教練）、洪志善（情蒐教練）、桑一慶（情蒐教練）、黃柏偉（技術教練）[37]
- 12人名單：
  - 2024年11月21日：林庭謙、阿巴西、馬建豪、林秉聖、高錦瑋、劉錚、陳盈駿、胡瓏貿、周桂羽、蘇士軒、高柏鎧（歸化球員）、曾祥鈞[38]
  - 2024年11月25日：林庭謙、阿巴西、林秉聖、劉錚、游艾喆、陳盈駿、胡瓏貿、陳冠全、蘇士軒、高柏鎧（歸化球員）、盧峻翔、曾祥鈞[39]

| 2024年11月21日 第二階段 | （主）中華臺北                                     | 85–55                                 | 香港                                                     | 臺北 |  |
| 19:00（GMT+8）          | 每節分數： 23–12、28–10、16–12、18–21              | 每節分數： 23–12、28–10、16–12、18–21 | 每節分數： 23–12、28–10、16–12、18–21                    | |  |
|                         | 得分： 阿巴西 18 籃板： 高柏鎧 13 助攻： 陳盈駿 13 | 賽後數據（PDF）                       | 得分： 徐遠征 11 籃板： 卜聿揚 7 助攻： 楊睿騏、徐遠征 2 | 場館：臺北和平籃球館 進場人次：4,080 裁判：Preeda Muongmee（泰國）、Budi Marfan（印尼）、Nattapong Jontapa（泰國） |  |

| 2024年11月25日 第二階段 | （客）中華臺北                                           | 64–81                                | 新西兰                                                           | 基督城 |  |
| 19:00（GMT+13）         | 每節分數： 6–23、26–14、15–15、17–29                     | 每節分數： 6–23、26–14、15–15、17–29 | 每節分數： 6–23、26–14、15–15、17–29                             | |  |
|                         | 得分： 阿巴西 14 籃板： 蘇士軒 5 助攻： 林庭謙、胡瓏貿 4 | 賽後數據（PDF）                      | 得分： Waardenburg 16 籃板： Harris、Waardenburg 13 助攻： Ili 8 | 場館：基督城體育館 進場人次：3,235 裁判：Scott Beker（澳洲）、Mohammad Doost（伊朗）、Nicolas Fernandes（澳洲） |  |

第三階段
- 教練團：圖奇（總教練）、陳暉（助理教練）、楊宜峰（助理教練）、吳政（助理教練）、洪志善（情蒐教練）、謝一謙（情蒐教練）、黃柏偉（技術助理教練）、黃冠為（體能教練）、曾智宏（體能教練）[40]
- 12人名單：
  - 2025年2月20日：林庭謙、阿巴西、馬建豪、劉錚、游艾喆、周桂羽、藍少甫、高柏鎧（歸化球員）、盧峻翔、高錦瑋、陳冠全、曾祥鈞[41][42]
  - 2025年2月23日：林庭謙、阿巴西、馬建豪、陳又瑋、游艾喆、周桂羽、林信寬、林正、雷蒙恩、高柏鎧（歸化球員）、盧峻翔、高錦瑋[43][44]

| 2025年2月20日 第三階段 | （主）中華臺北                                                   | 91–84                                 | 菲律賓                                                           | 臺北 |  |
| 19:00（GMT+8）         | 每節分數： 22–20、25–25、24–16、20–23                            | 每節分數： 22–20、25–25、24–16、20–23 | 每節分數： 22–20、25–25、24–16、20–23                            | |  |
|                        | 得分： 林庭謙、阿巴西 21 籃板： 高柏鎧 8 助攻： 林庭謙、高錦瑋 5 | 賽後數據（PDF）                       | 得分： Brownlee 39 籃板： Thompson 8 助攻： Thompson、Brownlee 8 | 場館：臺北和平籃球館 進場人次：3,870 裁判：加藤譽樹（日本）、Budi Marfan（印尼）、Suebpong Wichaiphin（泰國） |  |

| 2025年2月23日 第三階段 | （客）中華臺北                                            | 99–83                                 | 香港                                           | 香港 |  |
| 19:00（GMT+8）         | 每節分數： 21–17、23–27、25–17、30–22                     | 每節分數： 21–17、23–27、25–17、30–22 | 每節分數： 21–17、23–27、25–17、30–22          | |  |
|                        | 得分： 林信寬 21 籃板： 高柏鎧 18 助攻： 林庭謙、陳又瑋 4 | 賽後數據（PDF）                       | 得分： 梁兆華 18 籃板： 梁兆華 4 助攻： 楊和 4 | 場館：荃灣體育館 進場人次：1,043 裁判：加藤譽樹（日本）、Rakesh Ramalingaiah（印度）、Suebpong Wichaiphin（泰國） |  |

第二輪（臺北）
- 教練團：圖奇（總教練）、陳暉（助理教練）、楊宜峰（助理教練）、洪志善（助理教練）、黃柏偉（技術助理教練）、桑一慶（情蒐）、謝一謙（情蒐）、黃冠為（體能教練）、陳思叡（體能教練）
- 選手：林庭謙、阿巴西、馬建豪、劉錚、周桂羽、陳盈駿、胡瓏貿、雷蒙恩、高柏鎧（歸化球員）、盧峻翔、高錦瑋、陳冠全[46][47]

| 2025年3月19日 第二輪 | 中華臺北                                          | 113–73                                | 關島                                                | |  |
| 19:00（GMT+8）       | 每節分數： 29–19、25–19、37–14、22–21             | 每節分數： 29–19、25–19、37–14、22–21 | 每節分數： 29–19、25–19、37–14、22–21               | |  |
|                      | 得分： 阿巴西 23 籃板： 高柏鎧 13 助攻： 陳盈駿 6 | 賽後數據（PDF）                       | 得分： Ross 22 籃板： Ross 7 助攻： Johnson、Cruz 3 | 場館：臺北市立大學天母校區體育館 進場人次：3,328 裁判：加藤譽樹（日本）、Glenn Cornelio（菲律賓）、梁俊荣（新加坡） |  |

| 2025年3月21日 第二輪 | 中華臺北                                           | 122–60                                | 泰國                                               | |  |
| 19:00（GMT+8）       | 每節分數： 29–12、30–18、32–13、31–17              | 每節分數： 29–12、30–18、32–13、31–17 | 每節分數： 29–12、30–18、32–13、31–17              | |  |
|                      | 得分： 馬建豪 20 籃板： 高柏鎧 15 助攻： 陳盈駿 10 | 賽後數據（PDF）                       | 得分： Ejesu 19 籃板： Ejesu 13 助攻： Jaimsawad 3 | 場館：臺北市立大學天母校區體育館 進場人次：3,594 裁判：加藤譽樹（日本）、Harja Jaladri（印尼）、Glenn Cornelio（菲律賓） |  |

2025年亞洲盃（吉達）第5名
- 教練團：圖奇（總教練）、楊宜峰（教練）、楊哲宜（教練）、盧譽誠（教練）、謝一謙（情蒐教練）、黃冠為（體能教練）、劉芃顥（防護教練）、杜瑞煌（防護教練）、董晉嘉（翻譯）[48]
- 選手：林庭謙、阿巴西、馬建豪、賀博、劉錚、賀丹、陳盈駿、胡瓏貿、高柏鎧（歸化球員）、高錦瑋、陳冠全、曾祥鈞[49][50]

| 2025年8月5日 預賽 | 中華臺北                                         | 95–87                                 | 菲律賓                                          | |  |
| 21:00（GMT+3）    | 每節分數： 27–16、16–18、30–28、22–25            | 每節分數： 27–16、16–18、30–28、22–25 | 每節分數： 27–16、16–18、30–28、22–25           | |  |
|                   | 得分： 陳盈駿 34 籃板： 高柏鎧 9 助攻： 林庭謙 3 | 賽後數據（PDF）                       | 得分： Brownlee 19 籃板： Edu 12 助攻： Ramos 6 | 場館：阿卜杜拉国王体育城 進場人次：3,075 裁判：Rabah Noujaim（黎巴嫩）、Wissam Zein（敘利亞）、Sadegh Ghanbari Damanab（伊朗） |  |

| 2025年8月7日 預賽 | 中華臺北                                          | 87–60                                 | 伊拉克                                                       | |  |
| 14:00（GMT+3）    | 每節分數： 18–13、21–15、24–13、24–19             | 每節分數： 18–13、21–15、24–13、24–19 | 每節分數： 18–13、21–15、24–13、24–19                        | |  |
|                   | 得分： 林庭謙 22 籃板： 高柏鎧 10 助攻： 陳盈駿 4 | 賽後數據（PDF）                       | 得分： Alibraheemi 20 籃板： Hammoodi 8 助攻： Abdul-Allah 4 | 場館：阿卜杜拉国王体育城 進場人次：200 裁判：Scott Beker（澳洲）、Ahmed Al-Bulushi（阿曼）、Sadegh Ghanbari Damanab（伊朗） |  |

| 2025年8月9日 預賽 | 中華臺北                                       | 78–118                                | 新西兰                                                       | |  |
| 21:00（GMT+3）    | 每節分數： 18–19、17–30、24–35、19–34          | 每節分數： 18–19、17–30、24–35、19–34 | 每節分數： 18–19、17–30、24–35、19–34                        | |  |
|                   | 得分： 賀博 24 籃板： 高柏鎧 5 助攻： 陳盈駿 3 | 賽後數據（PDF）                       | 得分： Cameron 28 籃板： Davison、Cameron 9 助攻： Cameron 8 | 場館：阿卜杜拉国王体育城 進場人次：250 裁判：Rabah Noujaim（黎巴嫩）、Wissam Zein（敘利亞）、Sadegh Ghanbari Damanab（伊朗） |  |

| 2025年8月11日 淘汰圈附加賽 | 中華臺北                                        | 78–64                                 | 约旦                                                                 | |  |
| 14:00（GMT+3）             | 每節分數： 21–17、18–18、21–14、18–15           | 每節分數： 21–17、18–18、21–14、18–15 | 每節分數： 21–17、18–18、21–14、18–15                                | |  |
|                            | 得分： 賀丹 18 籃板： 高柏鎧 13 助攻： 陳盈駿 4 | 賽後數據（PDF）                       | 得分： Tucker 20 籃板： Abdull. Olajuwon 9 助攻： Al-Taweel、Abbas 2 | 場館：阿卜杜拉国王体育城 進場人次：250 裁判：Ahmed Al-Shuwaili（伊拉克）、Harja Jaladri（印尼）、Ahmed Al-Bulushi（阿曼） |  |

| 2025年8月13日 半準決賽 | 中華臺北                                                               | 75–78                                 | 伊朗                                                    | |  |
| 19:00（GMT+3）         | 每節分數： 24–11、18–15、22–26、11–26                                  | 每節分數： 24–11、18–15、22–26、11–26 | 每節分數： 24–11、18–15、22–26、11–26                   | |  |
|                        | 得分： 林庭謙 22 籃板： 高柏鎧 7 助攻： 林庭謙、賀博、陳盈駿、高錦瑋 2 | 賽後數據（PDF）                       | 得分： Amini 30 籃板： Kazemi 12 助攻： Amini、Jafari 3 | 場館：阿卜杜拉国王体育城 進場人次：269 裁判：加藤譽樹（日本）、Yevgeniy Mikheyev（哈薩克）、Preeda Muongmee（泰國） |  |

2027年世界盃亞洲區資格賽
第一階段
- 教練團：
- 選手：

| 2025年11月28日 第一階段 | （客）中華臺北        | vs.                   | 日本                  |  |
| :（GMT+9）              | 每節分數： –、–、–、– | 每節分數： –、–、–、– | 每節分數： –、–、–、– |  |
|                         |                       | 賽後數據              |                       |  |

| 2025年12月1日 第一階段 | （主）中華臺北        | vs.                   | 日本                  |  |
| :（GMT+8）             | 每節分數： –、–、–、– | 每節分數： –、–、–、– | 每節分數： –、–、–、– |  |
|                        |                       | 賽後數據              |                       |  |

第二階段
- 教練團：
- 選手：

| 2026年2月26日 第二階段 | （主）中華臺北        | vs.                   |                       |  |
| :（GMT+8）             | 每節分數： –、–、–、– | 每節分數： –、–、–、– | 每節分數： –、–、–、– |  |
|                        |                       | 賽後數據              |                       |  |

| 2026年3月1日 第二階段 | （主）中華臺北        | vs.                   | 中國                  |  |
| :（GMT+8）            | 每節分數： –、–、–、– | 每節分數： –、–、–、– | 每節分數： –、–、–、– |  |
|                       |                       | 賽後數據              |                       |  |

第三階段
- 教練團：
- 選手：

| 2026年7月3日 第三階段 | （客）中華臺北        | vs.                   |                       |  |
| :（GMT+9）            | 每節分數： –、–、–、– | 每節分數： –、–、–、– | 每節分數： –、–、–、– |  |
|                       |                       | 賽後數據              |                       |  |

| 2026年7月6日 第三階段 | （客）中華臺北        | vs.                   | 中國                  |  |
| :（GMT+8）            | 每節分數： –、–、–、– | 每節分數： –、–、–、– | 每節分數： –、–、–、– |  |
|                       |                       | 賽後數據              |                       |  |

## 註解
1. 1 2 3 4 5 6 7 8 9 10 11 12 13 14 15 16 17 18 19 20 21 22 23  因COVID-19疫情取消主客場制，改採賽會制辦理。
2. 1 2 3  第三（階段）窗口期賽程原定2021年2月進行，因COVID-19疫情延至2021年6月舉行[6][7]。
3. 1 2  原定2020年11月第二（階段）窗口期進行，因COVID-19疫情延至2021年2月第三（階段）窗口期舉行[5][b]。
4. 1 2  因2021年亞洲盃延至2022年7月舉行，第二輪賽程原定2021年8月12、14日進行，延至8月26、28日辦理[12]。
5. 1 2  原定2021年11月第一（階段）窗口期進行，延至2022年2月第二（階段）窗口期舉行[20][21]。
6. ↑  原定2022年2月第二（階段）窗口期進行，延至2022年7月第三（階段）窗口期舉行。